# Milan Milovanović
Milan Milovanović (in serbo Милан Миловановић?; Niš, 7 settembre 1991) è un cestista serbo.

## Palmarès
- Coppa di Serbia: 1

Stella Rossa Belgrado: 2013
- Coppa di Slovenia: 1

Krka Novo mesto: 2021
- Supercoppa polacca: 1

Włocławek: 2019